# Vesse-de-loup géante
Calvatia gigantea
Espèce
La Vesse-de-loup géante (Calvatia gigantea), appelée aussi Lycoperdon géant, Boviste géant ou Tête de mort, est  une spectaculaire espèce de champignon de la famille des Agaricaceae.
Il se présente sous forme d'une boule blanche qui peut atteindre ou dépasser la taille d'un ballon de football. D'après la documentation scientifique de Helmut et Renate Grüner (éd. Solar), son poids peut atteindre jusqu'à 20 voire 25 kg pour une taille d'un mètre de haut. 
Il est considéré comme assez rare, ce qui ne l'empêche pas de se développer parfois en groupes impressionnants dans certaines prairies ou sous-bois.
Jeune, il est traditionnellement considéré comme comestible. La façon la plus simple de le préparer est d'en couper quelques tranches, qu'on fait cuire à la poêle comme des escalopes de veau. Cependant, il accumule le mercure, et est donc à éviter.

## Taxonomie
Calvatia gigantea (Batsch) Lloyd 1904

### Synonymes
- Bovista gigantea (Batsch) Gray 1821
- Langermannia gigantea (Batsch) Rostk. 1839
- Lasiosphaera gigantea (Batsch) F. Šmarda 1958
- Lycoperdon giganteum Batsch 1786

## Description
Le sporophore globuleux sans stipe peut être important, présentant des spécimens qui peuvent atteindre 80 centimètres de diamètre et un poids de 20 kg (plus pour des spécimens cultivés).

Sa croissance est rapide, parfois en une seule nuit.
Elle peut produire 5 000 milliards de spores (5,1 1012 basidiospores pour un corps de 38 x 37 x 22 cm).

## Habitat
La vesse-de-loup géante affectionne les prairies enrichies par des matières fécales fraîches, comme celles de ruminants ou de gallinacés.

## Odeur
Jeune, il exhale comme une odeur de farine fraîche.

## Comestibilité et gastronomie
Jeune et tant que sa chair est bien blanche, il est comestible (cru ou cuit). On peut le poêler en tranches ou en cubes, on peut le paner à la manière d'une escalope et même le griller. Il peut aussi être mangé cru en salade, découpé et saupoudré d'un peu de sel et de citron, après 2 heures de macération environ.
Une précaution élémentaire permettra d’éviter des incidents voire accidents fâcheux si on récolte de très petits exemplaires : certains champignons (dont les mortelles amanites phalloïdes) juste au sortir de terre se présentent comme des œufs blancs qui peuvent être confondus avec de toutes jeunes vesses de loup. Couper l’œuf en deux de haut en bas permet de lever le doute. L’intérieur de la jeune vesse est uniformément blanc alors que la coupe du champignon naissant laisse déjà présager l’organisation future en pied et chapeau. Si on se trouve dans ce dernier cas l’exemplaire est à jeter et le couteau qui a fait la coupe à laver avant toute autre utilisation. Cette remarque est inspirée par l'article anglais "Calvatia gigantea"
Comme tous les champignons, il est très peu calorique et contient beaucoup de fibres, c'est de ce point de vue un bon aliment en cas de régime. Mais comme beaucoup de champignons sauvages, il contient également des toxines en faible quantité et peut fixer certains métaux très toxiques (dont mercure et méthylmercure par exemple) et il est donc déconseillé d'en manger de grandes quantités ou plusieurs fois par semaine. Il bioaccumule particulièrement bien le mercure avec des teneurs atteignant jusqu'à 19,7 ppm en poids sec mesurées lors d'une étude qui a analysé des échantillons de 32 espèces de champignons prélevés sur des sols scandinaves a priori non pollués.
Par rapport à d'autres espèces (agarics par exemple), il semble moins bioaccumuler le méthylmercure que le mercure (dans les agarics, très bioaccumulateurs de mercure et méthylmercure, sur sol non-pollué on peut trouver 20 à 50 fois plus de mercure que dans le sol environnant).

## Culture
Ce champignon est encore mal connu et n'est pas encore réellement cultivé mais comme il revient régulièrement sur certains sols, certains agriculteurs se plaisent à les fertiliser afin de favoriser leur croissance.

## Histoire
Jadis, on avait fort peur des champignons et on évitait d'en manger. On s'en servait donc comme pour l'amadou, d'allume-feu ou en fumigation pour calmer les abeilles.

## Utilisations effectives ou envisagées
- Génie génétique & biotechnologies : Cette espèce intéresse certains généticiens par sa taille et sa capacité à produire de la lipase extracellulaire [7] qui a justifié son étude approfondie et une utilisation éventuelle pour le génie génétique. On a ainsi montré que sur un milieu de culture optimisé pour le carbone et les nitrates, le pH initial et la température du milieu de culture, la production de lipase peut être augmentée de 87 % pour atteindre 22,4 unités/ml de culture[7], ce qui le rend complétif avec les autres moyens de produire la lipase[7]. La lipase produite par ce champignon est active à un pH neutre (7.0) t à 30 °C avec dans ces conditions une demi-vie à pH neutre de 75,7 minutes à 45 °C et 22,9 minutes à 55 °C[7]. 
En présence d'amidon dans le milieu de culture, il excrète aussi de une amylase (alfa-Amylase (EC 3.2.1.1)[8],[9].
- Épuration : Cette espèce produit aussi une enzyme dégradant la catéchine[10] ; deux formes isométriques en ont été identifiées. Ce système enzymatique qui était inconnu lui permet de dégrader les tanins hydrolysables et condensés, et des composés phénoliques simples (à pH 7,5-8,0 et 40-45 °C ; Ce champignon pourrait donc être utilisé pour biodégrader certains composés phénoliques et polyphénoliques toxiques (fréquents dans certains effluents industriels ou sur certains types de friches industrielles polluées) et les tanins condensés[11].
- Pharmacologie : Des recherches semblent indiquer que Calvacia gigantea[12] contient de la calvacine, un anti-cancéreux[13],[14].
- Il a été testé pour la production de protéines microbiennes et l'épuration conjointe de déchets et effluents de brasseries[15].

## Localisation
Actuellement, on le retrouve en Europe occidentale et centrale, aussi en Amérique du Nord.

## Galerie

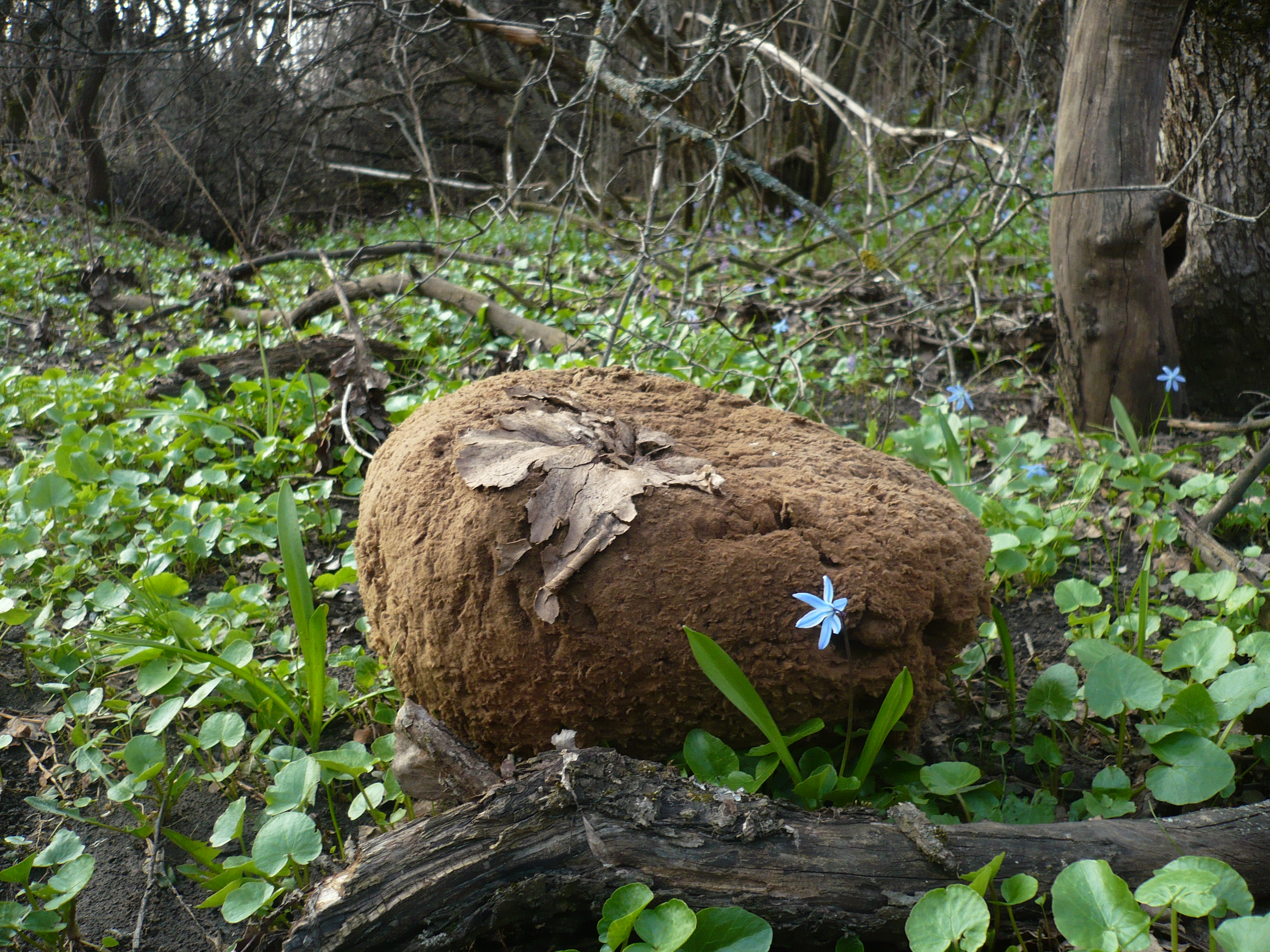
Vesse-de-loup géante photographiée dans la région de Belgorod (Russie)
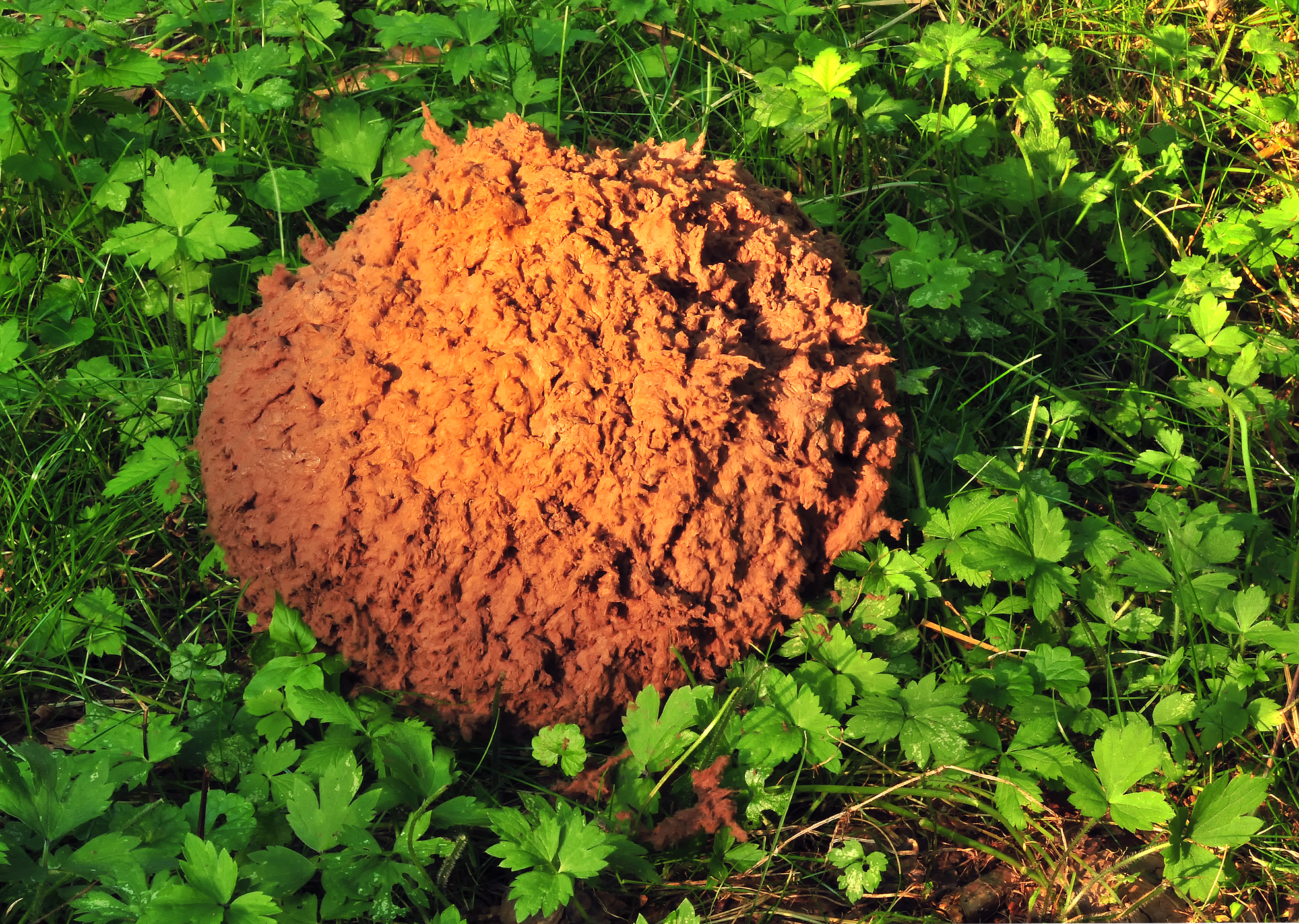
Calvatia gigantea
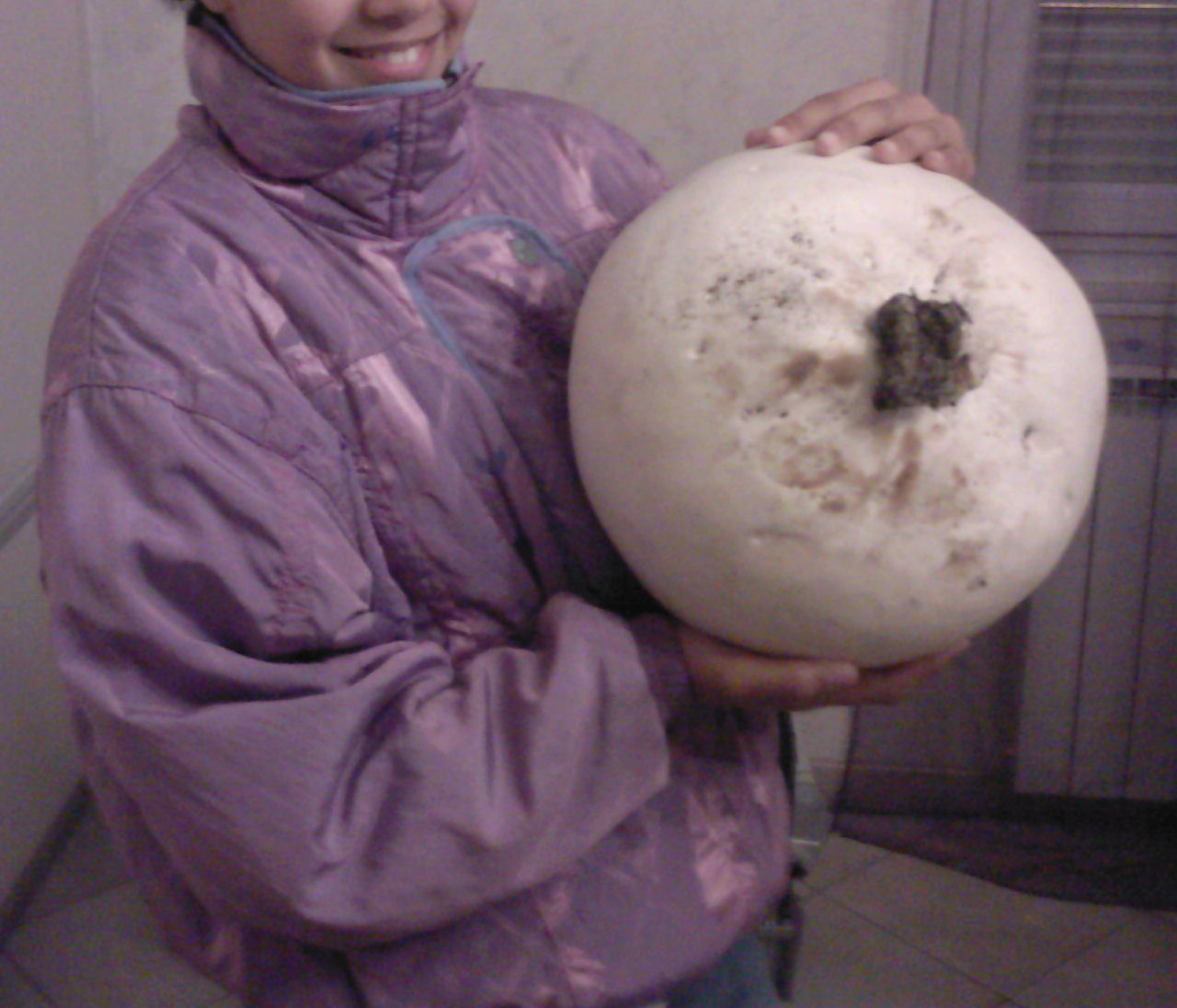
Vesse géante
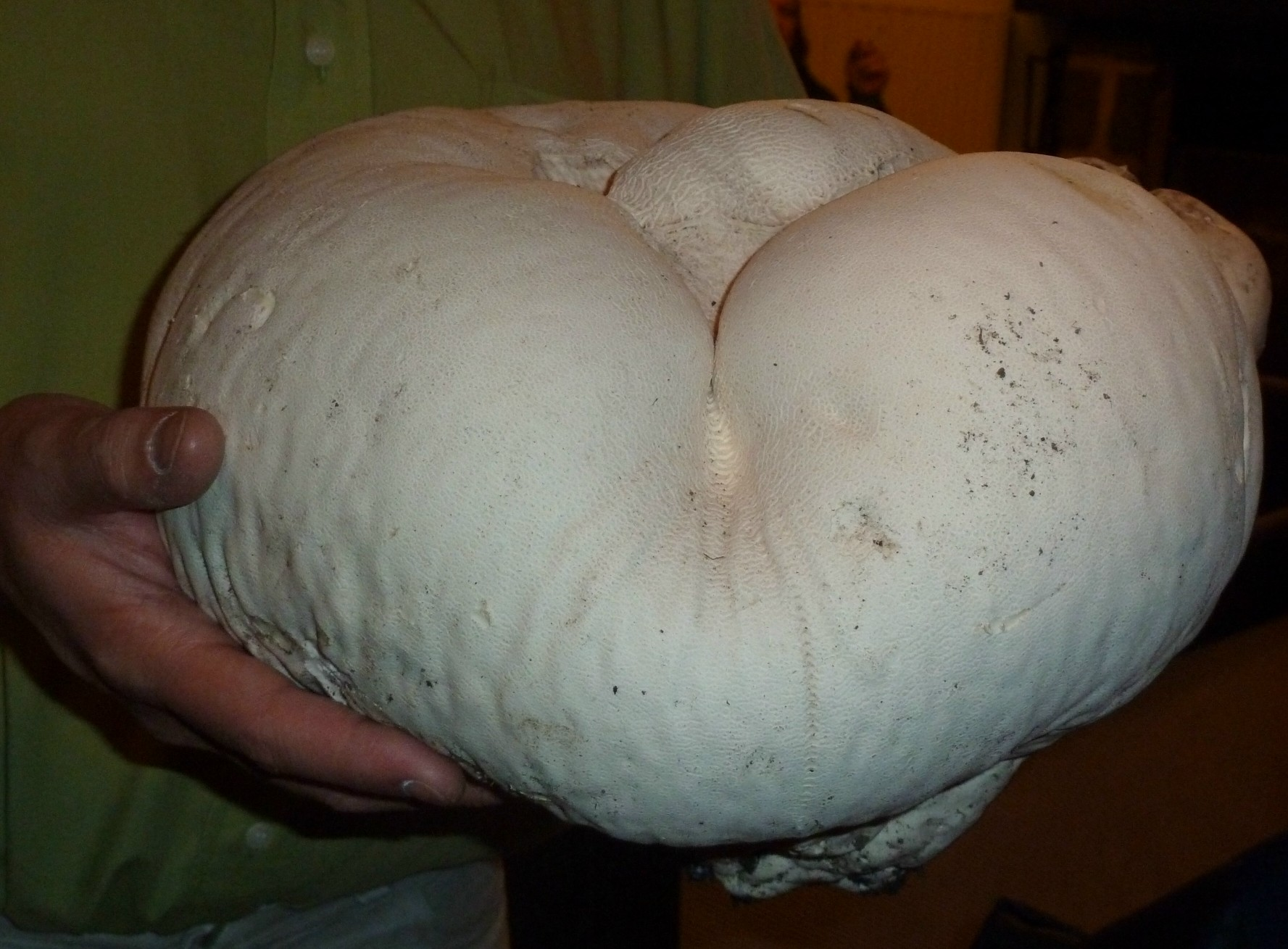
Spécimen d'une trentaine de cm pour 1,650 kg récolté à Quenast, Belgique
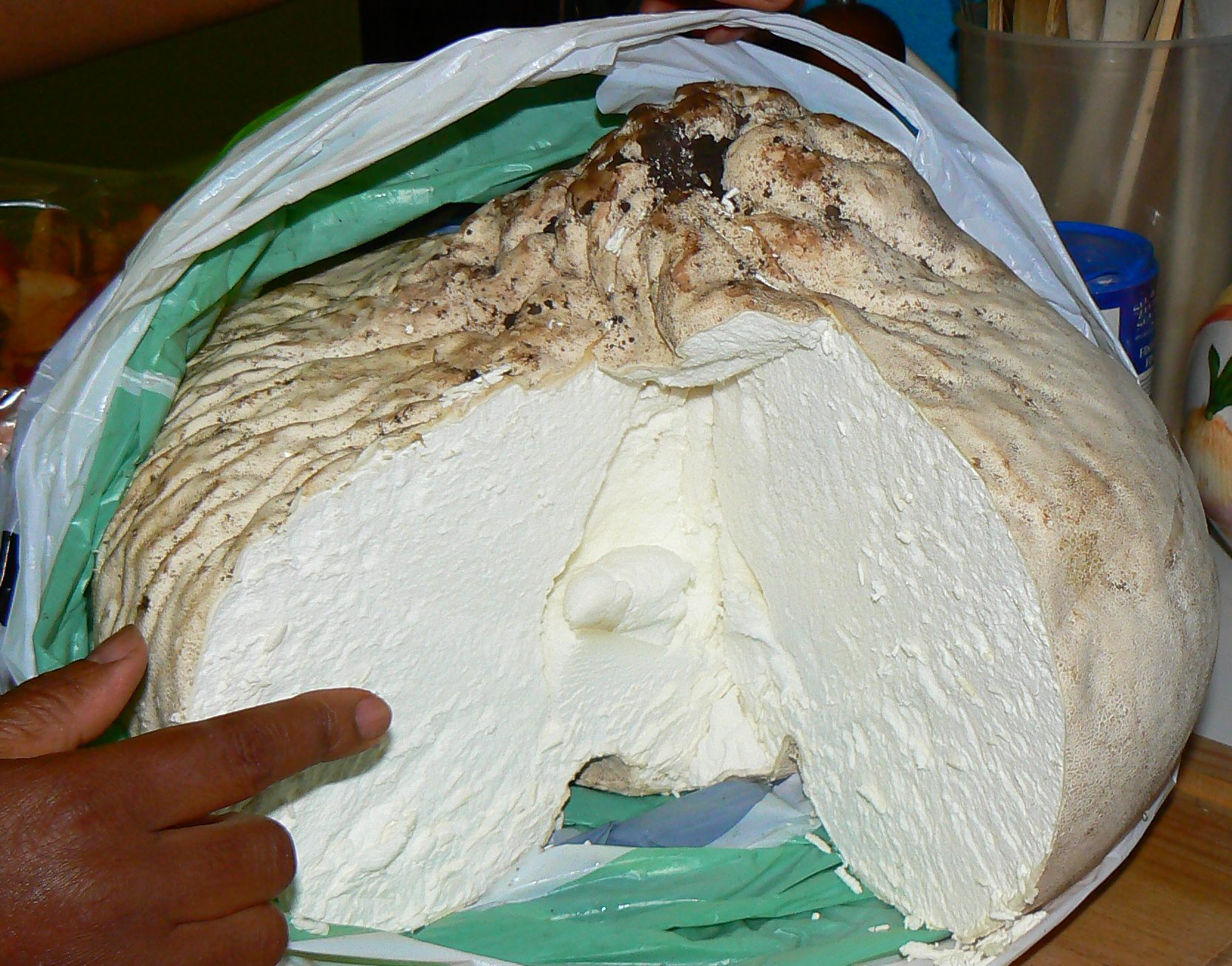
Le spécimen de Quenast, amputé d'un quart, observez l'homogénéité de l'intérieur et le pied atrophié